# Salerno
Salerno (italijansko Salerno, salernsko Salierne) je starodavno mesto in občina z okoli 133.000 prebivalci v Kampaniji v jugozahodni Italiji (drugo največje mesto za Neapljem v tej regiji) in glavno mesto province z enakim imenom. Mesto leži ob obali Salernskega zaliva (Golfo di Salerno) v Tirenskem morju. Razdeljeno je na tri prepoznavno različne dele: srednjeveški del, mesto iz 19. stoletja in gosto naseljeno sodobno povojno zgrajeno mesto.
Mesto ima bogato zgodovino, ki se je začela v prazgodovini. Bilo je eno od strateško najpomembnejših pristanišč in ima bogato grško-rimsko dediščino. V zgodnjem srednjem veku je bilo neodvisna langobardska Kneževina Salerno. V tem času je bila v mestu ustanovljena  Salernska šola zdravstva (Scuola Medica Salernitana), prva medicinska ustanova na svetu. V 16. stoletju je med vladavino družine Sanseverino, ene od najmočnejših v južni Italiji, Salerno postal veliko središče učenosti, kulture in umetnosti. Družina je zaposlovala več največjih intelektualcev tistega časa. Leta 1694 je mesto prizadelo več katastrofalnih potresov in epidemij kuge. Po obdobju španske oblasti, ki je trajala do 18. stoletja, je Salerno postal del Partenopejske republike.
V novejši zgodovini je mesto gostilo italijanskega kralja Viktorja Emanuela III., ki se je po sklenitvi miru med Italijo in zavezniki v drugi svetovni vojni leta 1943 umaknil iz Rima. V Salernu je bil šest mesecev sedež začasne italijanske vlade. V bližini Salerna se je med invazijo na Italijo (operacija Avalanche, september 1943) izkrcal del zavezniških enot. Salerno je zdaj pomembno kulturno središče Kampanije in cele Italije.
Zavetnik mesta je sveti Matija Apostol, katerega relikvije so shranjene h kripti salernske stolnice.

## Zgodovina

### Prazgodovina in antika
Področje Salerna je bilo neprekinjeno naseljeno od prazgodovine, kar dokazujejo ostanki neolitske mumije. Pokrajino z oskansko govorečimi prebivalci so kolonizirali Etruščani, ki so v 6. stoletju pr. n. št. na drugem bregu reke Irno v sedanji mestni četrti Fratte ustanovili mesto Irnti. Mesto je bilo del njihovega Dodekapolisa v Kampaniji. Mesto je bilo pomembno etruščansko trgovsko središče za trgovanje u bližnjima grškima kolonijama Pestum in Velia. V 5. stoletju so ga po bitki pri Kumah (474 pr. n. št.) zavzeli Samni kot del sirkuške vplivne sfere.
S ptihodom Rimljanov v Kampanijo je Irnti začel izgubljati svoj pomen. Spodrinila ga je nova rimska kolonija Salernum, ki se je leta 197 pr. n. št. razvila okoli rimskega kastruma. Novo mesto, ki je postopoma izgubilo vojaško vlogo v korist trgovskega središča, je bilo z Rimom povezano s csto Via Popilia, ki se je nadaljevala proti Lucaniji in Reggiu Calabria. 
Arheološke najdbe, četudi v fragmentih, kažejo na cvetoče in živahno mesto. Pod cesarjem Dioklecijanom je Salerno v poznem 3. stoletju n. št. postal upravno središče province Lucania in Bruttii.
V naslednjem stoletju so med gotskimi vojnami Gote porazili Bizantinci in Salerno je za nekaj časa spet prišel pod bizantinsko oblast (553-568), potem pa so skoraj cel polotok zasedli Langobardi. Podobno kot druga južnoitalijanska mesta  (Gaeta, Sorrento, Amalfi) je Salerno sprva ostal nedotaknjen. Padel je šele leta 646 in postal del Vojvodine Benevento.

### Od srednjega veka do 19. stoletja
Pod langobardskimi vojvodi je Salerno doživljal najlepše obdobje svoje zgodovine. 
Leta 774 je langobardski vojvoda Arehis II. Beneventski prenesel sedež vojvodine iz Beneventa v Salerno, da bi se izognil napadu Karla Velikega in si zagotovil nadzor nad strateškim območjem, središčem obalnih in notranjih komunikacij v Kampaniji.
V času Arehisa II. je bila v Salernu ustanovljena slavna Salernska šola zdravstva. Knez je ukazal utrditi mesto; grad je že imel obzidje in obrambne stolpe. Leta 839 je Salerno razglasil neodvisnost od Beneventa in postal prestolnica cvetoče kneževine, ki je segala od Kapue preko Kalabrije in Apulije do Taranta. 
Okoli leta 1000 je knez Guaimar IV. anektiral Amalfi, Sorrento, Gaeto in celo vojvodino Apulijo in Kalabrijo in začel združevati celo južno Italijo pod salernsko oblastjo. Salernski kovanci so krožili po celem Sredozemlju. Napis Opulenta Salernum (bogati Salerno) na njem je kazal na njegovo bogastvo.
Stabilnost kneževine so stalno pretresali napadi Saracenov, še bolj pa notranji spori. Leta 1056 so v eni od številnih zarot Guaimarja odstavili. Nasledil ga je njegov šibki sin Gisulf, s katerim se je začelo propadanje kneževine. Leta 1077 je Salerno dosegel svoj vrh, potem pa so celo njegovo ozemlje okupirali Normani.
13. decembra 1076 je normanski osvajalec Robert Guiscard, poročen s Sikejgajto, hčerko Guaimarja IV., oblegal in porazil svojega svaka Gisulfa. V tem času sta bila zgrajeni kraljeva palača Castel Terracena in stolnica. Znanost je cvetela predvsem v šoli zdravstva, ki se šteje za najstarejšo zdravstveno ustanovo na evropskem zahodu. V poznem 11. stoletju je imelo mesto 50.000 prebivalcev.
Salerno je odigral vidno vlogo pri padcu Normanskega kraljestva. Po vdoru cesarja Henrika VI. v imenu svoje žene Konstance, naslednice kraljestva, se je Salerno leta 1191 predal in obljubil zvestobo že ob novici o prihajajoči vojski. Vdaja je nadškofa Nicola d'Aiella tako ogorčila, da je zapustil mesto in pobegnil v oblegani Neapelj. Leta 1194 so se razmere obrnile: Neapelj in večina mest Mezzogiorna je kapituliralo, Salerno pa se je edini še upiral. Po osvojitvi je bil izropan in izgubil svoj pomen in blaginjo. 
Od 14. stoletja je bila večina ozemlja province Salerno v posesti knezov Sanseverino, močnih fevdalnih gospodov, ki so imeli ogromno politično in gospodarsko moč in so se obnašali kot lastniki regije. Na svoj dvor so privabili številne umetnike in učenjake.
V naslednjem stoletju je mesto postalo prizorišče bitk med Anžuvinci in Aragonci. Lokalni mogotci so sodelovali zdaj z enimi zdaj z drugimi. 
V prvih desetletjih 16. stoletja se je Ferdinando Sanseverino, zadnji potomec sanseverinskih knezov, sprl s španskim podkraljem zaradi svojega nasprotovanje inkviziciji. Spor je povzročil uničenje cele družine in pomenil začetek dolgega obdobje dekadence v mestu.
Mesto je začelo postopoma oživljati po koncu španske vladavine v 18. stoletju. V mestu so se začele graditi številne imenitne hiše in cerkve, značilne za zgodovinsko središče mesta. Leta 1799 je bil Salerno vključen v Partenopejsko republiko. 
V napoleonskem obdobju sta neapeljski prestol nasledila Jožef Bonaparte in za njim Joahim Murat. Slednji je ukazal zapreti zdravstveno šolo, ki se je za več desetletij spustila na raven teoretične šole. V tem času so bili ukinjeni tudi cerkveni redovi, veliko cerkvenega premoženja pa je bilo zaplenjenega. Mesto se je razširilo preko mestnega obzidja. Zaradi pristanišča je bila zgrajena pomembna mreža cest, ki je povezovala Salerno z Neapljem in zaledjem.

### 19. in 20. stoletje
V 19. stoletju je bil Salerno dejavno središče karbonarjev, gibanja za združitev Italije. Večina meščanov je podpirala Risorgimento, veliko se jih je tudi pridružilo Garibaldiju v njegovem boju za združitev. Po združitvi Italije se je razvoj mesta nadaljeval. Število prebivalcev se je od 20.000 leta 1861 do zgodnjega 20. stoletja povečalo na 80.000.
V 19. stoletju se je začel tudi industrijski razvoj. V 1830. letih je bila ustanovljena prva tekstilna tovarna. Leta 1877 je bilo v mestu že 21 tekstilnih tovarn, v katerih je bilo zaposlenih okoli 10.000 delavcev. Salerno so zato imenovali "Manchestrer dveh Sicilij". 
Septembra 1943 je bil Salerno osrednje prizorišče izkrcanja zaveznikov, ki se je končalo z veliko žrtvami. Od 12. februarja do 17. julija 1944 je bil v Salernu sedež začasne vlade Kraljevine Italije in bivališče kralja Viktorja Emanuela III. Po drugi svetovni vojni se je število prebivalcev v dvajset letih podvojilo od 80.000 leta 1946 na 160.000 leta 1976.

## Zanimivosti
Salerno je geografsko središče trikotnika z vzdevkom "Turistični trikotnik treh P" (Pompeji, Paestum, Positano). V mestu samem so za turiste zanimivi Lungomare Trieste (sprehajališče), Castello di Arechi (Arehisov grad), Duomo (stolnica) in Museo Didattico della Scuola Medica Salernitana (Muzej Salernske šole zdravstva).

### Posvetne zgradbe
- Lungomare Trieste (obalno sprehajališče) je bilo zgrajeno v 1950. letih in je eno najlepših v Italiji. Dolgo je 800 m in posajeno z nekaj redkimi vrstami palm.
- Castello di Arechi (Arehisov grad) je velik grad na hribu 300 m nad mestom. Zgradil ga je Arehis II. na že obstoječi rimsko-bizantinski zgradbi. V njem se dogajajo razstave in kongresi. Z njega je lep razgled na Salernski zaliv.
- Zgodovinsko središče mesta velja za najbolj ohranjeno na italijanskem polotoku. Via Mercanti je ena od glavnih nakupovalnih ulic v mestu.

- Giardino della Minerva (Minervin vrt) je na robu grajskega hriba. V njem je  Hortus sanitatis (vrt zdravja) Salernske šole zdravstva in prvi botanični vrt v Evropi.
- Parco del Mercatello (Park Mercatello) je v vzhodnem delu mesta. Zgrajen je bil leta 1998. Meri osem hektarjev in je kot tak eden od največjih v Italiji.
- Forte La Carnale (trdnjava La Carnale) je dobila ime po strednjeveški bitki z Arabci. Je del šprtnega parka in kulturno središče za razstave in srečanja.
- Villa Comunale di Salerno (Mestni park) je park stare mestne hiše in veliko rekreacijsko središče pred mestnim gledališčem  Teatro Verdi). V parku je fontana  Don Tullio, postavljena leta 1790.
- Colle Bellara (hrib Bellara) je razgleden hrib, s katerega je vidna obala Amalfija vse do Cilenta.
- Teatro Verdi (Verdijevo gledališče) je bil zgrajen leta 1872. Okrašen je s poslikavami Gaetana D'Agostina. V potresu leta 1980 je bil močno poškodovan in leta 1994 obnovljen.
- Palazzo di Città di Salerno (Mestna hiša) je bila zgrajena leta 1936 v tipičnem fašističnem slogu. V njej je domovala začasna italijanska vlada po padcu fašizma leta 1943.
- Palazzo Genovese (Genovska palača) je baročna palača iz 17. stoletja, obnovljena po načrtih arhitekta Ferdinanda Sanfeliceja.

- Palazzo Pinto (palača Pinto) je na sredini  Via dei Mercanti (Trgovska ulica). V njej je pokrajinska pinakoteka (Pinacoteca Provinciale).
- Palazzo De Ruggiero (Rogerijeva palača) iz 16. stoletja stoji v bližini stolnice.
- Castel Terracena (grad Terracena) je zgradil  Robert Guiscard v letih  1076–1086 kot kraljevo graščino. Stala je ob vzhodnem obzidju. Od nje je ostalo bolj malo. ker je bila v potresu lata 1275 porušena.
- Palazzo Fruscione je srednjeveška palača iz 12. stoletje. V njej je del obzidja kraljeve graščine Arehisa II.
- Palazzo Copeta je v langobardskem delu mesta. V njej so bila v napoleonskem obdobju zadnja predavanja Salernsko šole zdravstva.
- Palazzo d'Avossa je plemiška palača iz 17. stoletja, zgrajena po načrtih arhitekta Ferdinanda Sanfeliceja. V njej so freske, navdihnjene s Tassovim Osvobojenim Jeruzalemom.
- Palazzo Ruggi d'Aragona je bila zgrajena v 15. stoletju.
- Palazzo Morese stoji nasproti stolnice. Zgrajena je bila v 14. stoletju in kasneje obnovljena v baročnem slogu.

### Cerkve
V Salernu je več kor deset cerkva, od kateri je najpomembnejša 
- stolnica posvečena svetemu Matiji. V njeni kripti je grobnica sv. Matije Evangelista.

### Spomeniki
- Faro della Giustizia  (sodni svetilnik)
- Monumento al Marinaio (spomenik mornarju)

### Muzeji in galerije
- Museo Archeologico Provinciale (Pokrajinski arheološki muzej) je najstarejši muzej v mestu. Zgrajen je bil leta 1927 in obnovljen leta 2013. V njem so razstavljene najdbe iz sanitskega, etuščanskega in rimskega obdobja. Eden od najlepših predmetov je Apolonova glava, najdena v ribiški mreži leta 1930.
- Museo Didattico della Scuola Medica Salernitana (Poučni muzej Salernske šole zdravstva) je v langobardski cerkvi San Gregorio. V njem je velika zbirka zdravniških orodij, medicinskih kodeksov in srednjeveških medicinskih razprav.
- Museo Diocesano di Salerno (Muzej salernske škofije) je v škofijskem semenišču. V njem je zbirka slik in predmetov iz slonovine iz 12. do 18. stoletja.
- Pinacoteca Provinciale (Pokrajinska pinakoteka) razstavlja slike od renesančnih do futurističnih.

### Arheološka najdišča
- Etruščansko-sanitsko arheološko najdišče z veliko nekropolo na obrobju Salerna je najbolj južno najdišče v Italiji.

## Pobratena mesta
| - Tōno (Japonska, od 1984) - Rouen (Francija, od 2003) - Montpellier (Francija, od 2008) - Baltimore (United States, since 2008) - Pazardžik (Bolgarija, od 2011) - Legnago (Italija, od 2011) |

## Galerija
- Prižnica v salernski stolnici
- Andrea Sabbatini (Salernski): Natività (Rojstvo), Pokrajinska pinakoteka
- Zvonik katedrale
- Salernsko pristanišče
- Via Botteghelle v stari langobardski četrti